# 龍發堂
龍發堂（臺灣語：Liông-huat-tn̂g），是位於臺灣高雄市路竹區，傳統但非法的精神病患者長期居住地。該居住地的名稱長期被部分臺灣人當作精神病院的代稱詞。

## 歷史

### 成立背景
1957年，臺灣地區首座大型精神病院玉里榮民醫院宣告成立；隨後，臺灣西部許多患者被送至當地收容照顧，該病院同時又收受由當局所指定的「政治不正確的反動者」，其患者總人數多達5,000人以上。在該病院裡，病患除免於繳納服務費用，更可領取少量零用金，且由工作人員帶領其前往當地市區消費以接觸人群。此外，該病院曾反覆使用「行為制約」、「社會模擬」等方法訓練患者參與於選舉活動，更曾成立中國國民黨黃復興黨部支部。
1970年，設立於1960年代初的臺灣省立高雄療養院仍只有編制四位主治醫師，臺北市立療養院也剛於前一年成立並開設60床住院病床。

### 成立以後
1971年，路竹農民李焜泰（法名釋開豐，後任龍發堂住持）決定在農地上修建草寮修行佛法；其友人患有精神病的兒子得知後決定跟隨其一同修行。不久之後，高雄地區開始流傳關於其佛堂的事蹟，群眾紛紛將其患病家屬帶至當地託付照顧；沒多久，該佛堂就發展成收容數百餘人的安置機構，並設養殖場、製衣場等附屬單位。此後，釋開豐更發明「鐵鍊綑綁全身」療法，將部分患者以繩子或鐵鍊連結於其腰部，以期達到互相照顧的效果；該作法不但引發爭議，更曾導致暴力攻擊事件。
1982年，大學畢業生許富媛拜釋開豐為師並出家，法名釋心賢，隨後開始主管龍發堂的行政事務和對外發言，使其逐漸朝向組織化發展。此後，該機構最多曾收容超過1,000名患者，後維持於600名左右。同年，高雄醫學院附設醫院醫師文榮光取得該機構管理者同意，帶領團隊進入其中進行調查，並在行政院國家科學委員會支持下展開研究；在發表研究成果時，文榮光醫師表示該機構確實達到緩解社會問題的效果，但其中仍有許多患者因缺乏專業醫學協助而患染疾病甚至死亡。隨後，東海大學社工系教授趙庸生等人也帶領團隊前往考察。
2000年6月，有監察委員前往龍發堂視察，發現堂內確實有結核病患者，並因而指示高雄縣政府輔導其合法化，以使病患獲得更具品質之照顧；在行政院衛生署及高雄縣政府衛生局介入調查並完成評估後，部分病情嚴重患者移至他處接受照顧，有關當局也規劃將該機構改為「康復之家」及「精神護理之家」。
2000年8月11日，一群專業的精神科醫師為全院七百多位精神病患，進行11天的健康檢查與精神鑑定，醫師們肯定了這種宗教治療，且病人也都表示，能夠接受這樣的管理。
2004年，釋開豐因病逝世；但他早因罹患糖尿病及其併發症、中風等原因將機構事務委由釋心賢與第二代住持釋心善處理。
在高雄縣市合併後，高雄市政府曾計劃輔導龍發堂以「向日葵康復之家」的名義提出申請就地合法化，該機構之管理者也曾於2013年向當局申辦將其非都市計畫土地變更作為宗教使用專案輔導合作案，但遭以「特定農業區之農牧用地原則不得變更使用」為由駁回。在該機構之管理者未積極配合解決合法化問題相關作業下，衛生福利部於2016年3月31日廢止其康復之家150床許可。
2017年底，龍發堂爆發結核病等流行病的群聚感染現象；隨後，其患者被陸續移出，司法機構也對其展開調查。2018年1月3日，龍發堂的管理者被衛生局暫停精神障礙者照護業務，而表示希望有關當局加速安置其患者；對此，有關當局開始擬定緊急應變方案並展開行動。

### 強制解散
因2017年底，爆發肺結核和阿米巴痢疾等群聚感染，2018年1月遭政府強制解散，當時503位精神疾病患者被迫遷出，根據衛福部統計，已有17人死亡，24人下落不明，426人安置在醫療機構，其中27人因無家人或遭遺棄而重回龍發堂，傳出遭管理幹部心秋法師不當對待，2023年8月高雄市衛生局強制安置，直到2025年2月18日下午將最後4名強制移到凱旋醫院。

## 特色組織
- 該機構曾訓練患者組成龍發堂宋江陣、大樂團、獅陣、神童團等各類陣頭表演隊伍[3]，並經常接受廟會及活動邀請演出，甚至藉此替該機構爭取補助與聲譽。[2]

## 事件
- 1984年，有病患戴著手銬逃出龍發堂，當地居民以為發生犯人脫逃事件並報警處理，警方隨即出動霹靂小組圍捕，並因而引發大眾關注及輿論批評。[2][5]
- 1986年，釋開豐帶領180多名精神病患環繞臺灣本島旅行，引起廣泛議論，但他聲稱其治療效果很好。[5]
- 1989年，高雄縣立法委員黃河清表態支持制定《精神衛生法》，並反對龍發堂合法化，釋開豐因而率領病患組成樂隊前往其服務處吹奏「西索米」等出殯樂曲；數週後，黃河清突然過世，釋開豐隨後公開表示其死亡是因「連神明都看不過去」。同時，另一支持制定《精神衛生法》的立法委員洪奇昌也曾被百餘名患者家屬包圍其服務處抗議。[2]
- 朱高正曾協助龍發堂大樂隊、宋江陣等前往東南亞及中國大陸等地演出，並幫助釋開豐前往當地推廣龍發堂療法等服務；釋開豐與患者及其家屬因而在朱高正競選時表態大力支持。[2]
- 2000年2月，有病患及家屬向立法委員余政道陳情指控釋開豐自稱「元光神佛」下凡，並製造合成分身照片誇顯其神力，還替自己塑造金身邀請病患和家屬膜拜，又強求信徒購買相關物件，同時長期凌虐病患，使其從事無償勞役[5]；但是，釋開豐對於相關指控一概予以否認。[2]
- 2017年7月，陸續爆發肺結核和阿米巴痢疾等群聚感染。

## 爭議
- 釋開豐曾發明「感情鍊」療法，將部分患者以鐵鍊連結於其腰部，以期達到互相照顧的效果；該作法不但引發爭議，更導致暴力攻擊事件。[2]
- 龍發堂曾以「捐獻」為由收取高額功德金且拒絕返還患者予其家屬。[2]
- 龍發堂的「居住區」實行封閉管制且不對外公開。[2]
- 龍發堂一直以禁錮、鐵鍊綑綁、毆打、凌虐等有違人道精神的方式管理其患者。[2]
- 龍發堂以賣斷病患或問題親屬方式將人長期關押使其無法對外聯繫。[2]

## 評論
- 文榮光(醫師)：「對於無法取得現代醫療資源的精神病患及其家屬而言，龍發堂提供一個比起醫療機構更容易負擔、更妥適的居住空間。」[2]、「...該堂卻遠勝部分私人收容性的機構。因為龍發堂不會把病人當作呆人擺在像倉庫一樣狹小的空間內置之不理，或以類似人間地獄、惡魔島等不人道的待遇相待」[16]、「在龍發堂，鐘聲就等於住持開豐，鐘聲的權威已凌駕一切，患者因而有『制約』行為。…在現代精神醫療中有職能治療，即教一些手藝，讓病人由工作中得到安寧及訓練專心……養豬、養雞、成衣加工完全符合職能治療的原則」[8]
- 朱高正：「是否於本條定一些客觀標準，在施行細則中明定，在我們尚未有足夠的精神病院、精神醫師之前，對這些機構是否做一妥善處理，以免造成社會問題。」[2]
- 王金平：「有許多龍發堂病患家屬曾來本院請願，…….大家聽了家屬的陳述後，認為很有道理，同時希望能再了解，類似龍發堂等精神收容機構後，再審本法。因為大家認為，龍發堂的存在有其功能……在政府沒有能力照顧這些病人之前，對類似龍發堂的機構亦必需慎重妥善處理。」[2]
- 劉揮斌(記者)：「現實上，藥物治療對嚴重精神病患完全無效，這也是龍發堂能夠受到病患家屬支持及存在二十年的原因，但醫界卻拒絕省思，以事實成就來證明他們的理論，反而要借助賦予本身的權源，透過刑法的力量來肯定自我，這種勝利未必光榮。」[17]

## 影響
1980年代起，隨著有關龍發堂的爭議一再被媒體及輿論提起，再加上陸續發生多起關於精神病患的社會事件，有關當局開始推動研擬《精神衛生法》，並發展精神醫療體系及擴整精神醫療設施。1986年，有關當局推動建立了「精神醫療網」。1987年，精神醫學會與神經科正式分離。1989年，精神專科醫師考試認證正式開始制度化。同時，臺灣省立桃療八里分院（今衛福部八里療養院前身）、嘉南療養院、玉里榮民醫院、臺北市立療養院復健醫療大樓、凱旋醫院綜合大樓等機構紛紛開始整建，並陸續於1990年代至2000年代初完工啟用。

## 流行文化

### 俗語
- 「...把你送去龍發堂...」[2]
- 「...從龍發堂跑出來的...」[2]

### 電影
- 《龍發堂》（1988年）[18][19][20]

### 攝影畫冊
- 《The Chain》(張乾琦，2001年)[21]

## 外部連結
- 官方网站 的存檔，存档日期2019-01-16.
- The Long Fa Tang Temple in southern Taiwan is ... - Magnum Photos （页面存档备份，存于）
- KAOHSIUNG MUSEUM OF FINE ARTS -- Search by Artist （页面存档备份，存于）

### 影片
- [Lung Fa Tang] : [Sports in Hong Kong] - HKUL: Electronic Resources

### 閱讀資料

#### 新聞報導
- 龍發堂最後的日子 - 報導者 The Reporter （页面存档备份，存于）
- Escape To Freedom - Newsweek （页面存档备份，存于）
- New Taiwanese Legislation Targets Asylums to Help Mentally Ill Inmates （页面存档备份，存于）

#### 其他
- Chien-Chi Chang - HOLA_LUNA :: HOLA_LUNA - Tistory （页面存档备份，存于）